# Abtlöbnitz
Abtlöbnitz este un sat din comuna din Molauer Land, landul Saxonia-Anhalt, Germania.

Localizarea satului în cadrul comunei Molauer Land

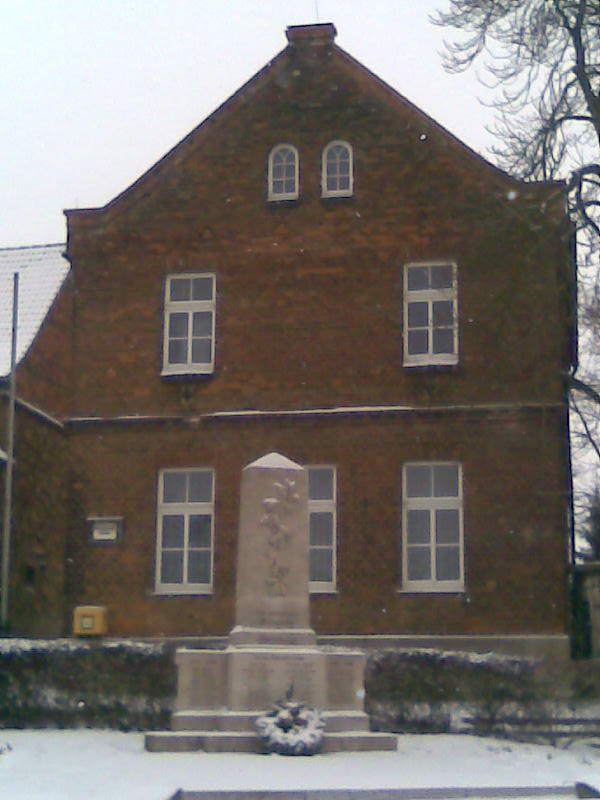
Kriegerdenkmal in Abtlöbnitz.

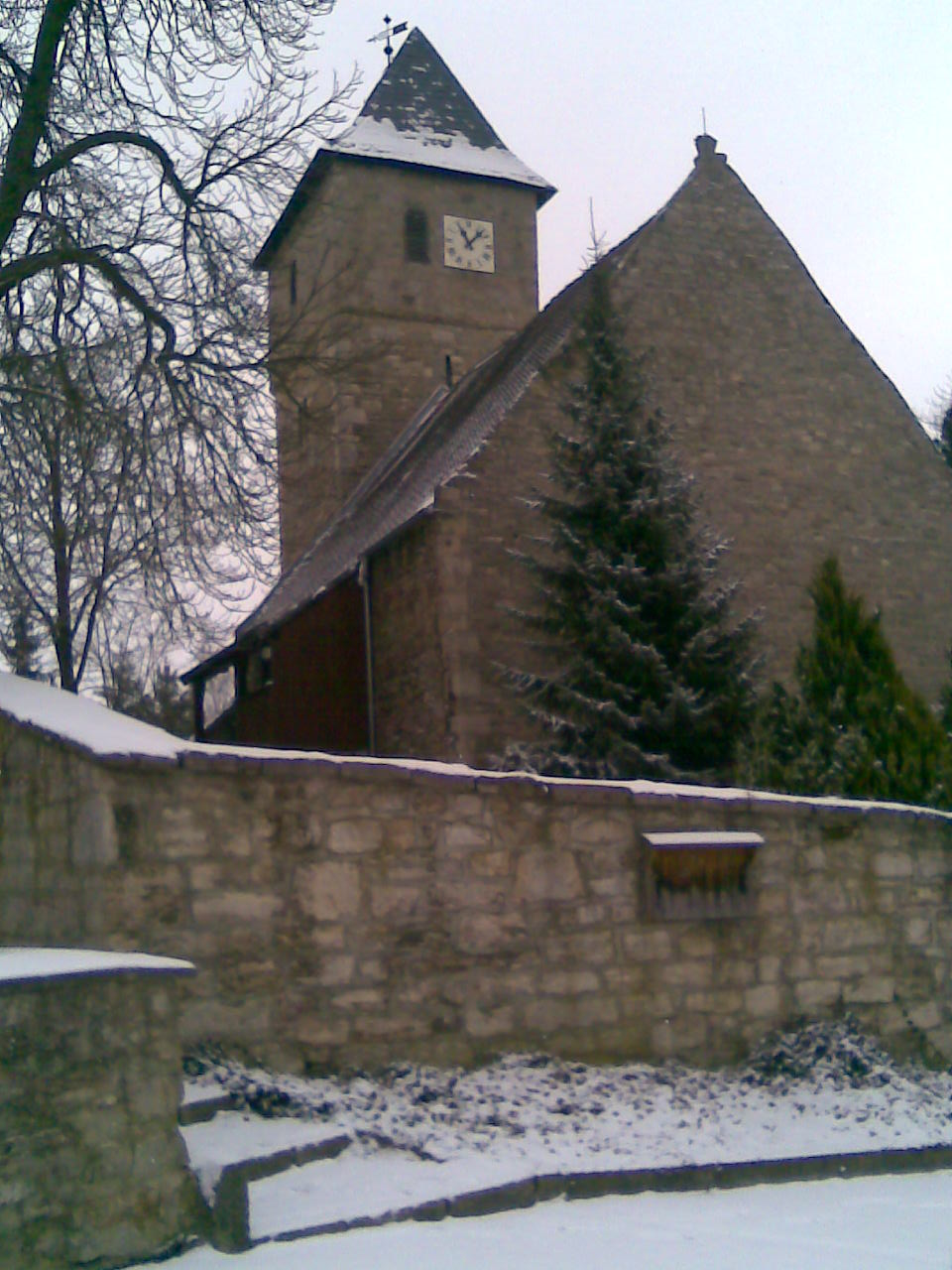
Abtlöbnitzer Kirche.